# 220年代
| 千纪： | 1千纪                                                                                  |
| 世纪： | 2世纪 \| 3世纪 \| 4世纪                                                                |
| 年代： | 190年代 \| 200年代 \| 210年代 \| 220年代 \| 230年代 \| 240年代 \| 250年代              |
| 年份： | 220年 \| 221年 \| 222年 \| 223年 \| 224年 \| 225年 \| 226年 \| 227年 \| 228年 \| 229年 |

## 大事记
- 220年，曹丕篡漢建魏，东汉正式灭亡，曹魏、蜀汉、孙吴三國鼎立。
- 221年，夷陵之战，刘备败于孙权部将陆逊
- 224年，安息帝國亡，立國476年，薩珊王朝取而代之，仍統治波斯及美索不達米亞地區，即波斯薩珊王朝。

## 出生
- 221年——羊祜，晉朝武將。
- 222年——杜預，晉朝武將。
- 225年——鍾會，魏國武將。
- 226年——陸抗，吳國武將。
- 227年——諸葛瞻，諸葛亮的兒子、蜀國武將。

## 逝世
- 曹操（220年去世），曹魏的奠基者
- 張飛（221年去世），蜀漢武將
- 埃拉伽巴路斯（222年去世），羅馬帝國塞維魯斯王朝皇帝
- 安妮亞·福斯蒂娜（222年去世），羅馬帝國皇帝埃拉伽巴路斯的第三任妻子。
- 劉備（223年去世），蜀漢開國皇帝
- 曹丕（226年去世），曹魏名義上和正式的開國皇帝